# 1399
Évszázadok: 13. század – 14. század – 15. század
Évtizedek: 1340-es évek – 1350-es évek – 1360-as évek – 1370-es évek – 1380-as évek – 1390-es évek – 1400-as évek – 1410-es évek – 1420-as évek – 1430-as évek – 1440-es évek
Évek: 1394 – 1395 – 1396 – 1397 –  1398 – 1399 – 1400 – 1401 – 1402 – 1403 – 1404

## Események
- Luxemburgi Zsigmond Magyarország kormányzását az országnagyokra bízva Csehország ügyeivel foglalkozik, mellyel magára haragítja a magyar főurakat.
- április 13. – I. (Idős) Mártont Zaragozában Aragónia királyává koronázzák.
- április 22. – I. (Nagy) Mária lunai grófnőt a férje, I. (Idős) Márton Zaragozában Aragónia királynéjává koronázza.
- április 29. (vagy április 23.) – Aragóniai Péter szicíliai királyi herceget és trónörököst, I. Mária szicíliai királynő, valamint Ifjú Márton aragón infáns és iure uxoris szicíliai király fiát (az aragón királyi pár, I. (Idős) Márton és Luna Mária unokáját) IX. Bonifác pápa apostoli nunciusa  megkereszteli Cataniában (a legfényesebb keresztelő a szicíliai királyi hercegek és hercegnők keresztelői között)
- július 19. – I. (Szent) Hedvig lengyel királynőnek és lányának, Erzsébet hercegnőnek a földi maradványait Krakkóban a Waweli székesegyházban helyezik örök nyugalomra.
- augusztus 12. – a vorszklai csata: a litvánokból, havasalföldiekből, német lovagokból, tatárokból, lengyelekből, moldvaiakból és oroszokból álló sereg vereséget szenved az Arany Horda és a Fehér Horda seregétől.
- szeptember 30. – IV. Henrik Anglia királya lesz.
- október 13. – IV. Henrik megkoronázása (1413-ig uralkodik).
- november 1. – VI. János lesz Bretagne hercege.
- december – VII. Jóannész kormányzó lesz nagybátyja II. Manuél bizánci császár mellett (1402-ig tölti be ezt a posztot).

## Születések
- június 22. – Erzsébet, Jagelló litván nagyherceg, II. Ulászló néven lengyel király és I. (Anjou) Hedvig lengyel királynő egyetlen gyermeke (†1399)

## Halálozások
- február 3. – John of Gaunt, III. Edward angol király harmadik fia (* 1340).
- május 13. – Braunschweigi Ottó tarantói herceg, I. Johanna nápolyi királynő negyedik férje (* 1320)
- július 13. – Erzsébet, Jagelló litván nagyherceg, II. Ulászló néven lengyel király és I. (Anjou) Hedvig lengyel királynő egyetlen gyermeke (* 1399)
- július 17. – I. (Anjou) Hedvig lengyel királynő[1] (* 1374)
- szeptember 27. – Maternus erdélyi püspök
- november 1. – V. János, Bretagne hercege (* 1339)